# 圧搾
| ウィキペディアには「圧搾」という見出しの百科事典記事はありません（タイトルに「圧搾」を含むページの一覧/「圧搾」で始まるページの一覧）。 代わりにウィクショナリーのページ「圧搾」が役に立つかもしれません。 |